# The Fall Guy (film, 2024)
Ne doit pas être confondu avec The Fall Guy.
Cet article concerne le film. Pour la série originale, voir L'Homme qui tombe à pic.
Pour plus de détails, voir Fiche technique et Distribution.
The Fall Guy, ou Le Cascadeur au Québec, est un film américain réalisé par David Leitch et sorti en 2024. Il s'agit d'une adaptation de la série télévisée L'Homme qui tombe à pic (The Fall Guy) créée par Glen A. Larson et diffusée entre 1981 et 1986. Ryan Gosling y reprend le rôle tenu par Lee Majors dans la série.
Le film suit le cascadeur Colt Seavers qui est la doublure habituelle du célèbre acteur Tom Ryder. Après un grave accident lors d'un précédent tournage, il se retrouve engagé sur le film Metalstorm réalisé par Jody Moreno, son ancienne petite-amie. Lorsque la star disparaît mystérieusement et que le projet est menacé, Colt se porte volontaire pour enquêter sur la disparition et trouver l'acteur disparu et ainsi sauver le premier long métrage de Jody. Colt va pouvoir compter sur l'aide de son meilleur ami et désormais coordinateur des cascades, Dan Tucker.

## Synopsis
Colt Seavers, un cascadeur hollywoodien, travaille comme doublure cascade de la star de films d'action Tom Ryder. Il a pour petite-amie la cadreuse Jody Moreno. Réalisant une cascade, il est grièvement blessé lors d'une chute en hauteur. Touché au dos, il abandonne sa carrière et sa petite amie pour devenir voiturier dans un petit restaurant mexicain, El Cacatua del Capitan.
Dix-huit mois plus tard, Colt est contacté par Gail Meyer, la productrice historique des films de Tom Ryder. Elle lui dit que Jody, qui réalise son premier film, une épopée de science-fiction intitulée Metalstorm, souhaite que Colt rejoigne la production à Sydney, en Australie. Après son arrivée sur le plateau, Colt découvre que Jody ne l'a jamais demandé et qu'elle lui en veut toujours après leur rupture. Gail avoue à Colt qu'elle l'a fait venir car Tom, premier rôle du film, a disparu après avoir été impliqué dans une affaire de drogue. Elle a besoin que Colt le retrouve avant que son absence ne soit découverte et provoque l'annulation du film. Ne voulant pas que les débuts de réalisateur de Jody soient gâchés, Colt entame une enquête qui le mène dans la chambre d'hôtel de Tom puis dans une boîte de nuit, où il se bat. Dans une autre chambre d'hôtel où il poursuit ses recherches, il découvre un cadavre dans une baignoire remplie de glace. Lorsque Colt revient avec la police, le corps a disparu.
Pendant ce temps, alors que la production de Metalstorm se poursuit, Colt et Jody commencent à raviver leur relation jusqu'à ce que Gail informe brusquement Colt qu'il doit retourner immédiatement aux États-Unis. Au lieu de prendre l'avion, il continue de chercher Tom et retrouve son assistante personnelle Alma Milan accompagnée d'un chien kelpie appelé Jean-Claude. Ils sont tous deux attaqués par des hommes de main déguisés en éboueurs à la recherche d'un téléphone appartenant à Tom, détenu par Alma. Alma est enlevée par les éboueurs. Après une course poursuite dans les rues de Sydney, Colt met hors de combat les ravisseurs et délivre Alma à l'aide du chien Jean-Claude.
Colt et son ami Dan Tucker, coordinateur des cascades de Metalstorm, déverrouillent le téléphone à l'aide du code PIN retrouvé dans l'appartement de Tom. Là, ils découvrent une vidéo d'un Tom ivre tuant accidentellement son dernier cascadeur Henry. C'est alors que les hommes de main prennent d'assaut l'appartement avec des armes à feu. Le téléphone est détruit au cours de la fusillade. Dan s'échappe, mais Colt est capturé et confronté à Tom, qui était en fait caché sur un yacht sur les instructions de Gail. Il révèle que Gail a fait venir Colt en Australie afin de le faire accuser du meurtre d'Henry en utilisant la technologie deepfake pour remplacer le visage de Tom par celui de Colt sur la vidéo incriminante. Tom révèle également qu'il avait provoqué la chute accidentelle de Colt car celui-ci commençait à lui porter ombrage.
Le corps d'Henry est découvert et la vidéo falsifiée est diffusée dans les médias, tandis que Gail tente de convaincre Jody que Colt est coupable. Pendant ce temps, Colt parvient à s'échapper des mains de Tom en bateau. Lors de la course-poursuite qui s'ensuit, son bateau explose près de l'opéra de Sydney. La mort de Colt est annoncée par les médias.
Le lendemain, Tom arrive sur le plateau de Metalstorm avec ses sbires et la production continue. Colt, qui avait en fait réussi à sauter juste à temps du bateau sans se faire repérer, revient secrètement sur le plateau et convainc Jody de son innocence. Ensemble, ils élaborent un stratagème. Jody fait participer Tom à une séquence de cascades, au cours de laquelle Colt lui fait avouer son crime, alors que le microphone que porte Tom pour le tournage est resté connecté à son insu.
Alors que le reste de l'équipe de tournage, dirigé par Dan, parvient à retenir les hommes de main de Tom, Gail, armée d'un revolver, vole l'enregistrement des aveux de Tom et tente de s'échapper avec ce dernier dans un hélicoptère. Jody aide Colt à sauter dans l'hélicoptère en vol. Il récupère l'enregistrement et tombe sur un matelas gonflable de cascadeur préparé par Dan.
Metalstorm fait sa première au San Diego Comic-Con, avec Jason Momoa (et non plus Tom Ryder) dans le rôle principal. Le film est devenu un blockbuster. Colt, disculpé, est de nouveau en couple avec Jody.
À mi-générique, un flash-back montre Gail et Tom sortant de l'hélicoptère écrasé. Ils sont confrontés à ce qui semble être la police (Lee Majors et Heather Thomas de la série originale L'Homme qui tombe à pic). Gail tente de les soudoyer avant de découvrir qu'ils font partie du département des accessoires. Tom tente de fuir et d'appeler son agent, s'éloignant pour essayer d'obtenir un signal sur son téléphone portable. Ce faisant, il pénètre dans une zone équipée de matériel pyrotechnique déclenché par radio. Son téléphone déclenche une explosion qui le tue ou le blesse. Alma passe alors un appel et demande à être mise en relation avec l'agent de Jason Momoa.

## Fiche technique
Sauf indication contraire, les informations mentionnées dans cette section peuvent être confirmées par les bases de données cinématographiques IMDb et Allociné,  présentes dans la section « Liens externes ».
- Titre original : The Fall Guy
- Titre québécois : Le cascadeur[1]
- Réalisation : David Leitch
- Scénario : Drew Pearce, d'après la série télévisée L'Homme qui tombe à pic créée par Glen A. Larson
- Musique : Dominic Lewis
- Décors : David Scheunemann
- Costumes : Sarah Evelyn
- Photographie : Jonathan Sela
- Montage : Elísabet Ronaldsdóttir
- Production : Guymon Casady, Ryan Gosling, David Leitch et Kelly McCormick
  - Production déléguée : Peter Cramer, Glen Larson, Drew Pearce, Matt Reilly et Geoff Shaevitz
- Sociétés de production : 87North Productions, Arcana, Entertainment 360, Hyde Park Entertainment, Parkes/MacDonald Image Nation et WWE Studios
- Sociétés de distribution : Universal Pictures (États-Unis), Universal Pictures International France (France)
- Budget : estimé entre 125 et 150 millions de dollars[2],[3],[4]
- Pays de production :  États-Unis
- Langue originale : anglais
- Format : couleur
- Genre : action, comédie
- Durée : 125 minutes
- Dates de sortie[5] : 
  - États-Unis : 12 mars 2024 (avant-première au festival de South by Southwest)
  - France : 1er mai 2024
  - États-Unis : 3 mai 2024
- Classification[6] :
  - États-Unis : PG-13

## Distribution
- Ryan Gosling (VF : Julien Allouf ; VQ : Frédéric Paquet) : Colt Seavers
- Emily Blunt (VF : Léovanie Raud ; VQ : Camille Cyr-Desmarais) : Jody Moreno
- Aaron Taylor-Johnson (VF : Jean-Christophe Dollé ; VQ : Xavier Dolan) : Tom Ryder
- Hannah Waddingham (VF : Marie Vincent ; VQ : Marika Lhoumeau) : Gail Meyer
- Winston Duke (VF : Asto Montcho ; VQ : Thiéry Dubé) : Dan Tucker
- Ben Knight (VF : Julien Meunier ; VQ : Adrien Bletton) : Dressler
- Teresa Palmer (VF : Marie-Eugénie Maréchal) : Iggy Starr
- Stephanie Hsu (VF : Jessica Monceau ; VQ : Stéfanie Dolan) : Alma Milan
- Adam Dunn (VF : Emmanuel Garijo ; VQ : Tristan Harvey) : Nigel
- Zara Michales : Venti
- Matuse : Doone, le dealer
- Jason Momoa (VF : Xavier Fagnon) : lui-même (caméo)

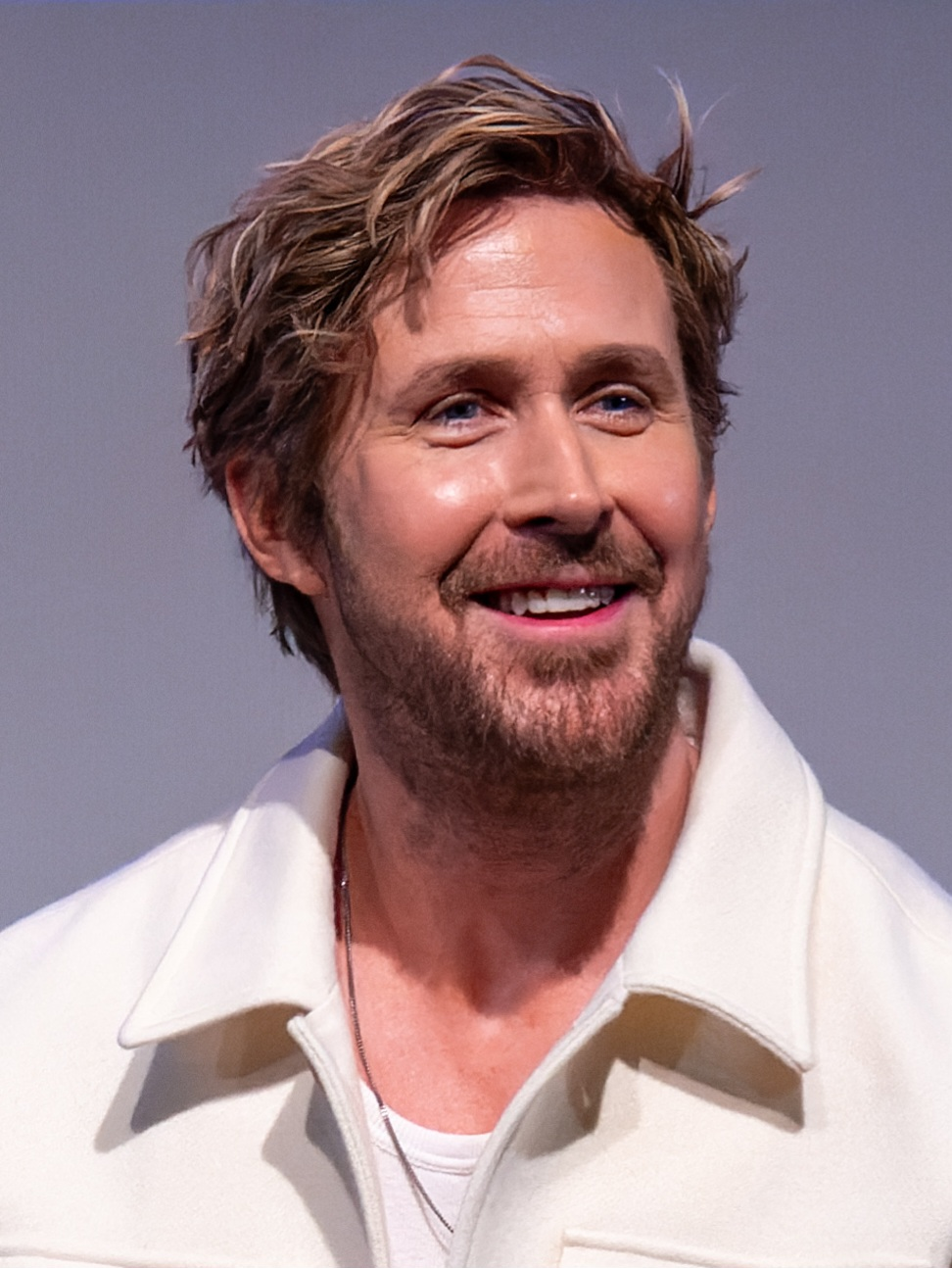
Ryan Gosling joue le rôle de Colt Seavers.

- Lee Majors (VF : Patrick Raynal) : un policier (caméo mi-générique)
- Heather Thomas (VF : Martine Irzenski) : une policière (caméo mi-générique)

## Production

### Genèse et développement
Au début des années 2000, une adaptation de la série télévisée des années 1980 L'Homme qui tombe à pic (The Fall Guy) est envisagée, avec George Clooney et Jason Statham dans les rôles respectivement de Colt et Howie. En juillet 2010, il est annoncé que le projet est en développement avancé par DreamWorks. Le studio charge les producteurs Walter F. Parkes et Laurie MacDonald du film alors que Martin Campbell est contacté pour le poste de réalisateur. En septembre 2013, Dwayne Johnson est annoncé en négociations avec le studio alors que McG est cette fois évoqué à la réalisation.
En septembre 2020, l'acteur Ryan Gosling et le réalisateur David Leitch sont annoncés sur un projet sans titre mettant en scène un cascadeur et développé par Universal Pictures. En mai 2022, il est finalement confirmé que ce projet est bien une adaptation de L'Homme qui tombe à pic.
David Leitch participe également à la production via sa société 87North Productions. Ryan Gosling produit également le film avec notamment Kelly McCormick. Scénariste du film, Drew Pearce officie également comme producteur délégué.
Ancien cascadeur, David Leitch a voulu rendre hommage à cette profession :

« Ma carrière est bâtie sur 20 années comme cascadeur, à encaisser les coups, à fracasser des voitures, à faire la torche humaine, à me balancer à des fils, et à collaborer étroitement avec tous les départements impliqués dans la fabrication d’un film. C’est l’amour du cinéma qui me motive. J’ai appris toutes les ficelles du métier au cours de ces longues années sur le terrain. Si on me demandait demain d’arrêter de réaliser des films et de redevenir coordinateur de cascades, je serais tout aussi heureux. Ce que j’aime, c’est être sur un plateau et fabriquer des films avec mes amis. »

### Attribution des rôles
Ryan Gosling est confirmé en mai 2022. En septembre 2022, il est rejoint par Emily Blunt,.
Aaron Taylor-Johnson et Stephanie Hsu sont ensuite annoncés à la distribution en octobre 2022,, suivis par Winston Duke, Hannah Waddingham et Teresa Palmer le mois suivant,,.
Lee Majors, qui tenait le rôle-titre dans la série originale, apparaitra dans le film.

### Tournage
Le tournage débute en octobre 2022 à Sydney en Australie. Les prises de vues ont notamment lieu dans les Disney Studios Australia,. Fin octobre 2022, les premières images du tournage sont dévoilées,,.
La cascade avec une voiture faisant de multiples tonneaux a battu le record auparavant détenu par Adam Kirley, avec 7 tonneaux à bord d'une Aston Martin DBS V12 pour Casino Royale (2006). Pour The Fall Guy, Logan Holladay a fait 8,5 tonneaux accomplis au volant d'une Jeep Grand Cherokee, à 130 km/h. Troy Lindsay Brown a lui battu un record, qu'il détenait déjà, avec une chute de 46 mètres de haut.

### Musique
La musique de film est composée par Dominic Lewis, déjà à l'œuvre sur le précédent film de David Leitch, Bullet Train. Le film utilise par ailleurs des chansons d'AC/DC, Taylor Swift, Kiss, the Darkness ou encore Phil Collins. Blake Shelton interprète quant à lui une reprise de Unknown Stuntman, la chanson du générique de la série originale, initialement chanté par Lee Majors,. Certains morceaux ne sont pas présentes sur l'album.
| Liste des titres | Liste des titres                               | Liste des titres           | Liste des titres | Liste des titres | Liste des titres | Liste des titres | Liste des titres | Liste des titres | Liste des titres |
| No               | Titre                                          | Interprète(s)              | Durée            |                  |                  |                  |                  |                  |                  |
| ---------------- | ---------------------------------------------- | -------------------------- | ---------------- | ---------------- | ---------------- | ---------------- | ---------------- | ---------------- | ---------------- |
| 1.               | I Was Made for Lovin' You                      | Yungblud                   | 4:22             |                  |                  |                  |                  |                  |                  |
| 2.               | Unknown Stuntman (Fall Guy Theme)              | Blake Shelton              | 2:40             |                  |                  |                  |                  |                  |                  |
| 3.               | Thumbs Up                                      |                            | 2:16             |                  |                  |                  |                  |                  |                  |
| 4.               | Metalstorm                                     |                            | 0:37             |                  |                  |                  |                  |                  |                  |
| 5.               | Third-Degree Burn                              |                            | 0:54             |                  |                  |                  |                  |                  |                  |
| 6.               | Sexy Bacon                                     |                            | 2:30             |                  |                  |                  |                  |                  |                  |
| 7.               | Oner of a Lonely Heart                         |                            | 1:44             |                  |                  |                  |                  |                  |                  |
| 8.               | Dead Guy On Ice                                |                            | 1:29             |                  |                  |                  |                  |                  |                  |
| 9.               | Fruit Plate                                    |                            | 1:01             |                  |                  |                  |                  |                  |                  |
| 10.              | Bon Garçon                                     |                            | 0:52             |                  |                  |                  |                  |                  |                  |
| 11.              | Ball Biter                                     |                            | 1:45             |                  |                  |                  |                  |                  |                  |
| 12.              | Post-It Party                                  |                            | 1:14             |                  |                  |                  |                  |                  |                  |
| 13.              | Ducking Autocorrect                            |                            | 2:12             |                  |                  |                  |                  |                  |                  |
| 14.              | Attaque!                                       |                            | 2:02             |                  |                  |                  |                  |                  |                  |
| 15.              | Miami Grilled Cheese                           |                            | 5:49             |                  |                  |                  |                  |                  |                  |
| 16.              | I Was Made for Lovin' You (Orchestral Version) | - Yungblud - Dominic Lewis | 4:48             |                  |                  |                  |                  |                  |                  |
| 17.              | Chef's Kiss                                    |                            | 1:13             |                  |                  |                  |                  |                  |                  |
| 18.              | High Noon at the End of the Universe           |                            | 1:55             |                  |                  |                  |                  |                  |                  |
| 19.              | Pyro Prep                                      |                            | 1:01             |                  |                  |                  |                  |                  |                  |
| 20.              | Wire Straits                                   |                            | 4:39             |                  |                  |                  |                  |                  |                  |
| 21.              | The Fall Guy                                   |                            | 5:25             |                  |                  |                  |                  |                  |                  |
| 22.              | Waiting for Love                               |                            | 3:46             |                  |                  |                  |                  |                  |                  |
| 23.              | Unsung Heroes                                  |                            | 2:17             |                  |                  |                  |                  |                  |                  |
| 24.              | Ain't No Galaxy                                |                            | 3:30             |                  |                  |                  |                  |                  |                  |
| 60:01            |                                                |                            |                  |                  |                  |                  |                  |                  |                  |

Autres chansons présentes dans le film
- I Was Made for Lovin' You – Kiss
- Fiesta – Daniel Indart
- Thunderstruck – AC/DC
- All Too Well (Taylor's Version) – Taylor Swift
- All I Do Is Win – DJ Khaled feat. T-Pain, Ludacris, Snoop Dogg & Rick Ross
- Any Way You Want It – Journey
- I Believe in a Thing Called Love – The Darkness
- Genie in a Bottle – Christina Aguilera
- Looks That Kill – Mötley Crüe
- Against All Odds (Take a Look at Me Now) – Phil Collins
- I Hate Myself for Loving You – Joan Jett & The Blackhearts

## Sortie et accueil

### Dates de sortie et festival
The Fall Guy est présenté en avant-première au festival South by Southwest le 12 mars 2024. Il sortira dans les salles américaines le 3 mai 2024. Il devait initialement sortir le 1er mars.

### Critique
Sur le site d'agrégation de critiques Rotten Tomatoes, le film obtient 82% d'avis favorables, pour 313 critiques et une note moyenne de 7,1⁄10. Le consensus suivant résumé les avis collectés : « Avec de l'action, de la comédie, de la romance et deux stars merveilleusement assorties, The Fall Guy pourrait être le rare film grand public avec quelque chose pour divertir tout le monde. » Sur le site Metacritic, qui utilise une moyenne pondérée, le film obtient la note de 73⁄100 pour 56 critiques.
En France, le site Allociné propose une moyenne de 3,4⁄5, d'après l'interprétation de 26 critiques de presse.

### Box-office
| Pays ou région     | Box-office       | Date d'arrêt du box-office | Nombre de semaines |
| ------------------ | ---------------- | -------------------------- | ------------------ |
| France             | 657 069 entrées, | 26 juin 2024               | en cours           |
| États-Unis, Canada | 92 900 355 $     | 18 juillet 2024            | 11                 |
| Total mondial      | 178 140 194 $    | -                          | -                  |

Malgré les bonnes critiques, le film est un échec commercial au box-office. Variety a estimé que le film devrait rapporter entre 275 et 300 millions de $ pour atteindre le seuil de rentabilité, et a indiqué qu'il finirait par faire perdre 50 à 60 millions de $ au studio.

## Clins d'oeil
Film se déroulant dans l'univers du cinéma, The Fall Guy contient de nombreuses allusions et références à des films et à des personnalités :
- Lee Majors et Heather Thomas, acteurs principaux de la série originale, apparaissent en caméos dans une séquence post-générique. On peut également entendre dans le générique de film une reprise de Unknown Stuntman, la chanson du générique de la série originale.
- L'un des chiens de Tom Ryder, un Australian Kelpie, se nomme Jean-Claude en clin d'oeil à Jean-Claude Van Damme. Le personnage lui donne des ordres en lui parlant en français. Cela rend par ailleurs hommage à Hugo, un chien que possédait Eva Mendes, compagne de Ryan Gosling, qui avait été dressé en français[42].
- On entend un rappel du son  iconique de "l'homme qui valait trois milliards" joué à l'époque par Lee Majors, et la musique (et une veste) de "Miami Vice"
- Lors du tournage de Metalstorm, Colt plaisante à propos de technologie du deepfake et demande qu'on lui greffe le visage de Tom Cruise, acteur connu pour réaliser de nombreuses cascades lui-même[41].